# André David (homme politique)
Pour les articles homonymes, voir David et André David.
André David est un homme politique français né le 11 décembre 1879 aux Abymes (Guadeloupe) et décédé le 11 janvier 1961 à Toulouse (Haute-Garonne).

## Biographie
Médecin, conseiller général de Haute-Garonne, il est élu député socialiste SFIO lors des élections législatives de 1936. Il vote en faveur de la remise des pleins pouvoirs au Maréchal Pétain en juillet 1940.
Inéligible à la Libération, et exclu de la SFIO, il tente de se relancer dans la vie politique en se présentant aux élections municipales de Toulouse en 1959 sur une liste de d'Union pour la défense des intérêts communaux. Battu, il décède moins de deux ans plus tard.

## Sources
- « André David (homme politique) », dans le Dictionnaire des parlementaires français (1889-1940), sous la direction de Jean Jolly, PUF, 1960 [détail de l’édition]